# Prix Sport Scriptum
Le prix Sport Scriptum est un prix littéraire créé en 1996 par la Fondation FDJ, en partenariat avec l’Union des journalistes de sport en France, pour récompenser le meilleur ouvrage de l’année consacré au sport. Ce prix « souligne la dimension culturelle, sociale, sociétale du phénomène sportif ». Le prix, reconnu comme l'un des trois prix littéraires principaux attribués dans le champ sportif, est ouvert à toutes les catégories d'oeuvres de l'écrit.
Il est doté d'une somme de 4 000 euros.
Il est décerné par un jury composé de douze membres experts du journalisme sportif, du sport de haut niveau et de l’édition. 

## Palmarès
- 1996 : Pierre Verdet, T’as compris le coup ? (ill. Michel Iturria ; préf. Pierre Albaladejo), Biarritz, J. & D, 1996, 119 p.  (ISBN 2-84127-092-0).
- 1997 : Catherine Chabaud, Possibles rêves. Vendée Globe, le tour du monde en solitaire et sans escale, Grenoble, Glénat, 1997, 283-32 p.  (ISBN 2-7234-2513-4).
- 1998 : Jean-Philippe Leclaire, Platini, le roman d’un joueur, Paris, Flammarion, 1998, 383 p.  (ISBN 2-08-067305-X).
- 1999 : Philippe Guillard, Petits bruits de couloir, Paris, La Table ronde, 1999, 200 p.  (ISBN 2-7103-0919-X).
- 2000 : Jean-Michel Blaizeau, Les Jeux défigurés – Berlin 1936, Biarritz, Atlantica, 2000, 259 p.  (ISBN 2-84394-252-7).
- 2001 : Paul Fournel, Besoin de vélo, Paris, le Seuil, 2001, 235 p.  (ISBN 2-02-041491-0).
- 2002 : Benoît Heimermann, Tabarly, Paris, Grasset, 2002, 367 p.  (ISBN 2-246-59901-6)
- 2003 : Éric Maitrot, Les scandales du sport contaminé : enquête sur les coulisses du dopage, Paris, Flammarion, 2003, 410 p.  (ISBN 2-08-068295-4).
- 2004 : Jean-Léo Gros, Le Tibétain : roman, Paris, Jean-Claude Lattès, 2004, 349 p.  (ISBN 2-7096-2527-X)
- 2005 : Françoise Vincent, Le Diable rouge : Alfred Letourneur dans l'enfer des Six Jours, La Courneuve, AkR, 2005, 204 p.  (ISBN 2-913451-30-6).
- 2006 : Dominique Paganelli, Libre arbitre : onze histoires loyales ou déloyales du football mondial, Arles, Actes Sud, 2006, 162 p.  (ISBN 2-7427-6163-2)[3].
- 2007 : Philippe Delerm, La tranchée d’Arenberg et autres voluptés sportives, Paris, Éditions du Panama, 2006, 111 p.  (ISBN 978-2-7557-0215-6)
- 2008 : Lionel Froissart, Les boxeurs finissent mal… en général, Paris, H. d'Ormesson, 2007, 300 p.  (ISBN 978-2-35087-067-0).
- 2009 : Julien Capron, Match aller, Paris, Flammarion, 2009, 665-XXVI p.  (ISBN 978-2-08-121409-5)
- 2010 : Claire Raynaud, La mort m’attendra. Ndaye Mulamba, le destin tragique de la star du foot africain brisée par Mobutu, Paris, Calmann-Lévy, 235 p.  (ISBN 978-2-7021-4113-7)[4].
- 2011 : Alain Mercier, Saga Noah. Zacharie, Yannick, Joakim, Paris, Solar, 2011, 251 p.  (ISBN 978-2-263-05451-8)[5]
- 2012 : Philippe Croizon et Adeline Scherman, J'ai traversé la Manche à la nage, Paris, J.-C. Gawsewitch, 2012, 317 p.  (ISBN 978-2-35013-323-2)[6].
- 2013 : Jean-Emmanuel Ducoin, Go Lance, Paris, Fayard, 535 p.  (ISBN 978-2-213-67713-2).
- 2014 : Vincent Duluc, Le cinquième Beatles, Paris, Stock, 2014, 226 p.  (ISBN 978-2-234-07728-7).
- 2015 : Alain Gillot, La surface de réparation : roman, Paris, Flammarion, 2015, 222 p.  (ISBN 978-2-08-133386-4).
- 2016 : Vincent Duluc, Un printemps 76, Paris, Stock, 212 p.  (ISBN 978-2-234-07968-7)[7].
- 2017 : François-Guillaume Lorrain, Le garçon qui courait, Paris, Éditions Sarbacane, 2017, 224 p.  (ISBN 978-2-84865-934-3)[8].
- 2018 : Guy Boley, Quand Dieu boxait en amateur, Paris, Grasset, 2018, 174 p.  (ISBN 978-2-246-81816-8)[9].
- 2019 : Valentine Goby, Murène, roman, Arles, Actes Sud, 2019, 379 p.  (ISBN 978-2-330-12536-3)[10].
- 2020 : Basile de Bure, Deux pieds sur terre, Paris, Flammarion, 2020, 365 p.  (ISBN 978-2-08-020642-8)[11].
- 2021 : Mathieu Palain, Ne t’arrête pas de courir, Paris, L'Iconoclaste, 2021, 422 p.  (ISBN 978-2-37880-239-4)[12].
- 2022 : Renaud Leblond, Le nageur d’Auschwitz, Paris, L'Archipel, 2022, 237 p  (ISBN 978-2-8098-4455-9)[13].
- 2023 : Ludovic Ninet, L'affaire Cécillon. Chantal, récit d'un féminicide, Paris, Presses de la Cité, 2023, 183 p.  (ISBN 978-2-258-20549-9)[14].
- 2024 : Paoline Ekambi et Liliane Trevisan, Ma promesse en héritage, Éditions Amphora, 2024,  (ISBN 2-7576-0594-1)[15].